# CosmoCaixa
CosmoCaixa (pronuncia catalana: [ˌkɔzmuˈkaʃə βəɾsəˈlonə]) è un museo che si trova a Barcellona, in Spagna.

## Descrizione
Precedentemente noto come Museo delle Scienze di Barcellona, è stato chiuso per lavori di ristrutturazione nel 1998 e riaperto nel 2004 con il nome attuale. 
Il museo presenta una varietà di mostre, permanenti e temporanee, che mettono in mostra l'ambiente, la natura, la scienza e lo spazio.  
CosmoCaixa ha anche un planetario e mostre dedicate ai gioco per i bambini piccoli.  
Al suo interno ospita anche una libreria, un negozio di articoli da regalo, una biblioteca e un caffè. 
Il museo è sponsorizzato da La Caixa e nel 2006 ha vinto il premio come Museo europeo dell'anno.